# Linha Amarela do Metropolitano de Lisboa
A Linha Amarela ou Linha do Girassol é uma das quatro linhas do Metropolitano de Lisboa, em Portugal. Tem cerca de onze quilómetros de comprimento e conta com 13 estações, servindo um eixo desde o centro da cidade de Lisboa até ao município contíguo de Odivelas, a norte. Ainda que também maioritariamente subterrânea, é a linha do Metropolitano de Lisboa que conta com mais passagens à superfície.

## História
A Linha Amarela foi inaugurada em 1959 com o troço entre Entre Campos e a Rotunda (actual Marquês de Pombal), funcionando como um dos dois braços da rede em "Y" que se bifurcava nesta estação.

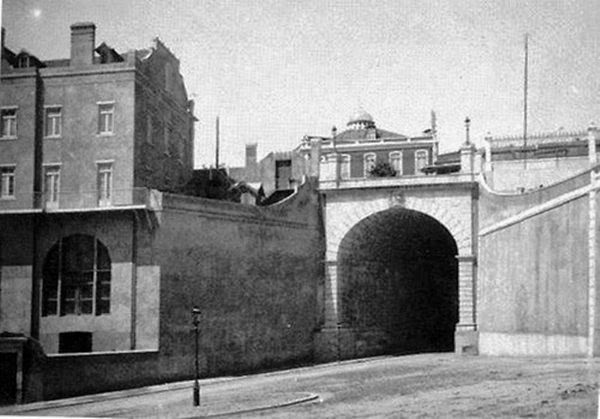
Túnel sob a Av. F. P. Melo, em 1925, através do qual se construiria, em 1959. a Linha Amarela.

Conta, no troço entre Picoas e Marquês de Pombal, sob a Avenida Fontes Pereira de Melo, com uma curta passagem com ao ar livre, no local onde o túnel do metropolitano intercepta transversalmente o túnel rodoviário da Rua de São Sebastião da Pedreira, bem mais antigo, sob a dita avenida, passando essa rua abaixo da via férrea. Não sendo um verdadeiro troço à superfície, coisa que não surgiria no Metropolitano de Lisboa até 1993, com a construção da estação Campo Grande, era até então o único local da rede com visibilidade para o exterior, exceção feita ao P.M.O. de Sete Rios, habitualmente vedado aos passageiros.
Em 1988, a Linha Amarela foi prolongada desde Entre Campos até à Cidade Universitária e em 1993 até ao Campo Grande.
Na fase inicial do projeto de prolongamentos e desconexão da Rotunda (PER I), a “nova” linha Campo Grande ÷ Rotunda II era identificada nos planos (não no terreno) com a letra "B" (que se manteve, ainda que não em uso corrente) e a cor verde. Esta linha estava nessa altura prevista para vir a ser prolongada para norte, do Campo Grande até ao Lumiar via Quinta das Conchas (“Quinta do Lambert”), como veio a ser construído, e para sudoeste, do Rato até Campolide (CP), via Estrela, Campo de Ourique, e Amoreiras — um itinerário entretanto alterado nos planos subsequentes.
Em 1995 foi concluída a sua desconexão da actual Linha Azul com a reconstrução da estação-interface do Marquês de Pombal, tornando-se a Linha Amarela assim numa das duas primeiras linhas independentes da rede.
Em 1997, a Linha Amarela foi prolongada desde Marquês de Pombal até Rato, desmontando definitivamente o "Y" inicial da rede.
Em 2004, a Linha Amarela tornou-se na primeira linha a sair dos limites da cidade de Lisboa ao ser prolongada desde Campo Grande até Odivelas. Esta expansão a norte chegou a ser considerada alternativamente a uma reintrodução dos elétricos da Carris no eixo Entrecampos-Lumiar, agora em regime de velocidade e capacidade aumentadas usando os veículos articulados rápidos adquiridos em 1995, prolongado até Odivelas e Loures, mas já em 1997 este projeto havia sido preterido em favor do metropolitano.
Em 2009, a Linha Amarela ficou ligada à Linha Vermelha com a expansão desta ao Saldanha.
Na passagem de ano de 2018-2019, a circulação efetuou-se de madrugada em todas as linhas com exceção da Linha Amarela. No caso das estações duplas Campo Grande e Marquês de Pombal, apenas efetuaram serviço os comboios das linhas Verde e Azul respetivamente. A estação Saldanha, também ela estação dupla, encontrou-se encerrada por completo.
Durante o ano de 2023 efetuaram-se suspensões temporárias de serviço nesta linha de forma a proceder à integração dos novos viadutos construídos na zona poente da estação Campo Grande. Desta forma, a circulação entre as estações Campo Grande e Rato foi suspensa nos dias 29 de abril e 30 de abril e entre as estações Campo Grande e Cidade Universitária entre os dias 2 de maio e 7 de julho. De 2 de maio a 11 de junho a circulação no troço entre as estações Campo Grande e Odivelas passou a ser efetuada com comboios de apenas 3 carruagens. De 12 de junho até 7 de julho a circulação no troço entre as estações Campo Grande e Odivelas passou a ser assegurada com comboios de 4 carruagens. No dia 7 de julho a circulação em toda a linha foi interrompida a partir das 21h00 e no dia 8 de julho só foi retomada às 12h00 de forma a permitir a finalização dos trabalhos de reintegração do troço entre as estações Odivelas e Campo Grande na operação comercial.
| Troço       | Rato - Marquês de Pombal | Marquês de Pombal - Entre Campos | Entre Campos - Cidade Universitária | Cidade Universitária - Campo Grande | Campo Grande - Odivelas |
| ----------- | ------------------------ | -------------------------------- | ----------------------------------- | ----------------------------------- | ----------------------- |
| Inauguração | 29 de dezembro de 1997   | 29 de dezembro de 1959           | 14 de outubro de 1988               | 3 de abril de 1993                  | 27 de março de 2004     |

## Expansão
Encontra-se em fase de construção desde 14 de abril de 2021 o prolongamento entre as estações Rato e Cais do Sodré, o qual inclui a construção das estações Estrela e Santos, e a intervenção nos viadutos na zona poente da estação Campo Grande e na própria estação. Estes trabalhos irão tornar a Linha Verde numa linha circular utilizando também troços da Linha Amarela, a qual deverá passar a terminar na estação Telheiras. Os trabalhos estavam previstos ficar concluídos em fevereiro de 2025.